# Замок Гленбахат
Замок Гленбахат (англ. Glenbuchat Castle) — Z-плановый шотландский замок, который расположен в области Абердиншир, в Шотландии. Ранее он был домом для двух ветвей семьи Гордон, которые пользовались широкой властью и влиянием на северо-востоке Шотландии в 1500-х годах.

## История замка
Замок был построен в 1590 году для сэра Джона Гордона Кэрнсбарроу и Элен Карнеги по случаю их свадьбы. У входа в Гленбахат стоит камень с именами новобрачных — John.Gordon. Helen.Carnegie 1590 — и семейным девизом «Ничто на земле не сравнится с хорошей репутацией» (англ. Nothing on earth remanis bot faime). Сыновья Джона и Элен не последовали девизу, перессорившись из-за наследства, а другой потомок на месяц заточил в замке свою мать.
Арки, которые поддерживают выступающие винтовые лестницы — это самая главная странность замка. Они (арки), возможно, были результатом французского влияния, так как отец Хелен Карнеги был послом во Франции, но они также могли быть вдохновлены шотландскими средневековыми угловыми арками, известными как скребки.
В 1701 году замок приобрел Джон Гордон, член другой ветви семьи Гордонов. К 1738 году у замка частично обвалилась крыша, и Гордоны покинули его, продав замок графу Файфскому. В 1948 году Гленбахат перешёл под опеку государства.
Замок Гленбахат закрыт до дальнейшего уведомления из-за небезопасного возможного обвала постройки. Ожидается, что он не откроется аж до 2017 года. Смотреть на замок со стороны возможно, но вид может быть ограничен строительными лесами.